# بيثيدين
بيثيدين (بالإنجليزية: Pethidine )‏ ويسمى أيضا الميبيريدين (Meperidine) والأيزونيبيكين (Isonipecaine) ومن أسمائه التجارية المعروفة الديميرول (Demerol) . وهو مركب أفيوني مخلق يشبه المورفين إلى حد كبير. ويستخدم البيثيدين كمسكن للألم المتوسط والشديد بكافة أسبابه بما في ذلك آلام الولادة والأسنان وآلام المنجلية ويستخدم أيضا قبل وأثناء وبعد التخدير في العمليات الجراحية.
الشكل: بشكله الخام، الميبيريدين يأخذ الشكل البلوري الأبيض اللون يذوب في الماء والكحول أيضا. له طعم مر قليلا.

## الجرعات
في الاستخدام الطبي الكمية من 50 إلى 150 ملغم تعطى بالوريد أو بالفم أو بالحقن تحت الجلد أو في العضل عند اللزوم ثلاث أو أربع مرات عادة تكون كافية.
آلية التأثير: كمادة أفيونية ترتبط مادة البيثيدين بمستقبلات الأفيون في المخ والحبل الشوكي لقفل إشارات الإحساس بالألم.

## التأثيرات والمضار
على المدى القصير بجرعات قليلة: يتميز البيثيدن عن الكثير من أشباه الأفيونات بسميته لخلايا الدماغ من خلال نواتج استقلابه النشطة مثل النوربيثيدين (Norpethidine) والتي لا تنعكس بواسطة مضادات الأفيون مثل النالوكسون والنالتروكسون.
الجهاز العصبي المركزي: نقص أو فقد الإحساس بالألم وكذلك ردود الفعل للألم، البهجة، الدوخة، خفة الرأس، وأحيانا الشعور بالاكتئاب والقلق والتهيج.
القلب والجهاز الدوري: ارتفاع أو انخفاض ضربات القلب، هبوط ضغط الدم.
الجهاز التنفسي: انخفاض معدل التنفس.
الجهاز الهضمي: جفاف الفم، الغثيان، القيء، الإمساك، فقد الشهية، تقلصات في عضلات قناة الصفراء.
أخرى: التعرق، الحكة أو الشعور بوخز في الجلد، احتباس البول، نقص الشهوة الجنسية.
على المدى القصير بجرعات عالية: تزداد الآثار المذكورة أعلاه وتظهر الأعراض التالية:النوم، فقد القدرة على التركيز، بطء ونقص عمق التنفس، بطء ضربات القلب، انخفاض ضغط الدم، ومع الجرعات العالية المتكررة يحدث تهييج للجهاز العصبي المركزي لتظهر تقلصات لا إرادية في العضلات ورجفة وحالة هياج نفسي حركي.
بجرعات عالية جدا: يمكن أن يسبب البيثيدين حالة هذيان، هلاوس، نوبات صرع، نوم عميق قد يتطور لتخشب أو غيبوبة، بطء شديد في التنفس وضربات القلب وانخفاض شديد في ضغط الدم. ازرقاق الجلد، انخفاض درجة الحرارة، ارتخاء في العضلات وبرودة الجلد.
على المدى البعيد: الحقن المتكرر تحت الجلد ليس فقط مؤلما ومهيجا للجلد بل ويترك آثارا وبقع خشنة دائرية الشكل في الذراعين وأماكن الحقن. وبما أن مفعول الــ بيثيدين أقصر من الهيروين والمورفين فالحقن تتكرر أكثر بالرغم من الأذى الحاصل منها.
المستعملين بشكل يومي بجرعات من 1000 إلى 3000 ملغم قد يعانون من أعراض دائمة مثل تقلص العضلات، الرجفة، سهولة الفزع، التوتر، وأحيانا نوبات الصرع والذهان بما في ذلك الهلاوس.
الموت: في بعض المستخدمين قد تتسبب جرعة 1000 ملغم في الموت وذلك نتيجة بطء أو توقف التنفس واضطراب الدورة الدموية وتوقف القلب.

## الإطاقة والإدمان
الإطاقة لمفعوله المسكن تظهر مع تكرر الاستعمال ولذلك يتطلب زيادة الجرعة وتكررها وبشكل يومي مع مرور الوقت. الإطاقة لتأثيراته على الجهاز التنفسي تظهر أيضا ولكن بجرعات عالية.
الإدمان (الاعتمادية) الجسدي: يظهر الإدمان الجسدي مع الاستخدام المتكرر حتى بجرعات بسيطة ولكن شدته مرتبطة بالجرعة وطول مدة الاستعمال. تظهر أعراض الامتناع سريعا بعد آخر جرعة(حوالي ساعتين أو ثلاث) ولكن مدة أعراض الامتناع عن الــ بيثيدين أقصر من تلك المرتبطة بالــ مورفين والهيروين. أعراض الامتناع تظهر على شكل: التوتر، تقلص العضلات، التعرق والقلق. تصل أعراض الامتناع إلى الذروة خلال 8 إلى 12 ساعه وتبدأ في التلاشي خلال أربعة أو خمسة أيام.
الإدمان (الاعتمادية) النفسي: حتى بعد اختفاء أعراض الامتناع الجسدية تبقى الأعراض النفسية المتمثلة في القلق والتوتر والاكتئاب، الأرق، فقد الشهية، الهياج النفسي والشوق للمادة (الخرم). تستمر الأعراض لفترات تختلف من شخص لآخر ولكنها تستمر طويلا لأسابيع بل وأشهر. والبعض يعزو استمرارية هذه الأعراض لاضطراب في تأقلم المريض مع بعده عن هذه المادة الادمانية القوية.

## محاذير استعماله
- يسبب الدوخة والنعاس ولا ينصح بالقيادة أو تشغيل الآلات الخطرة تحت تأثيره.
- ينبغي إخطار الطبيب عن أي أدوية أخرى أو أمراض حيث أن البيثيدين يستعمل بحذر مع تضخم البروستات، اضطرابات الغدة الدرقية، ومشاكل التنفس، وارتفاع ضغط السائل الدماغي، ومرضى الصرع.
- ينبغي إخطار الطبيب عن وجود الحمل حيث أن هذه المادة تستعمل بحذر مع الحمل لتأثيرها على الجنين والمولود بعد ولادته مباشرة. وكذلك هناك محاذير لاستعماله مع الرضاعة الطبيعية.
- ينبغي مراجعة طبيب واحد فقط لصرف الدواء وبالجرعة والمدة التي يحددها وإخطاره عن حصول أي من أعراض الإدمان.